# Rupie

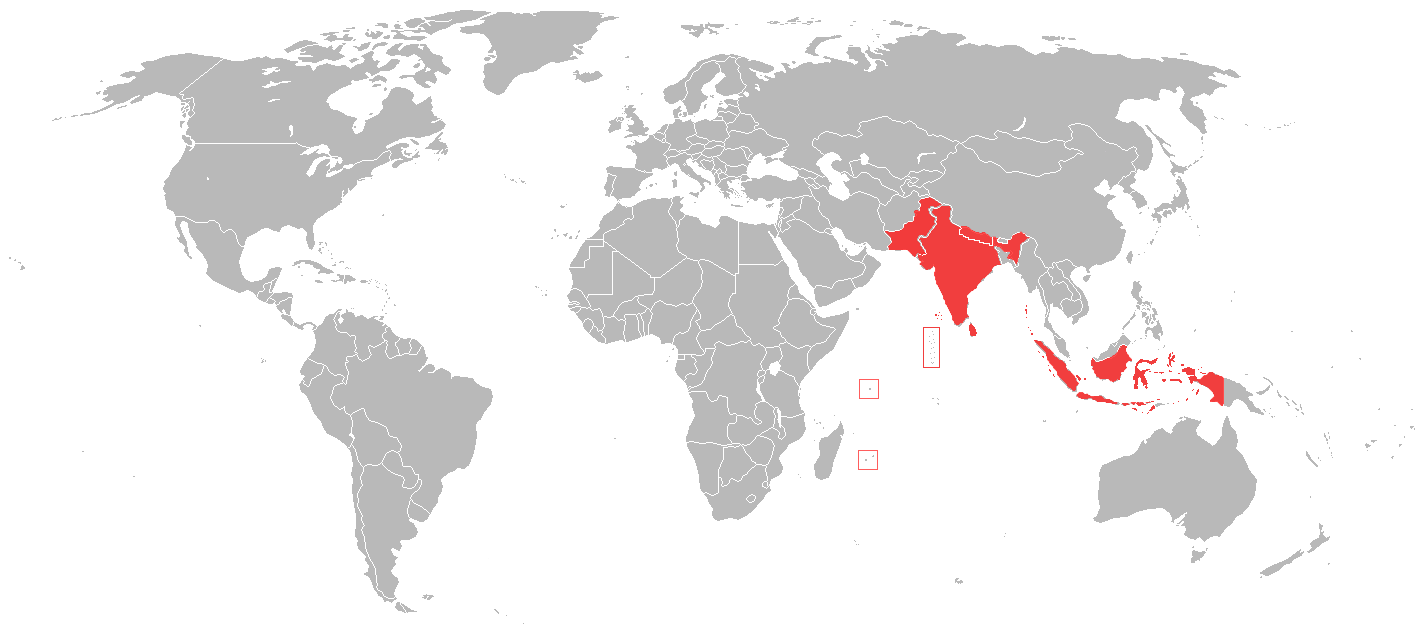
Harta ţǎrilor în care rupia este moneda oficială.

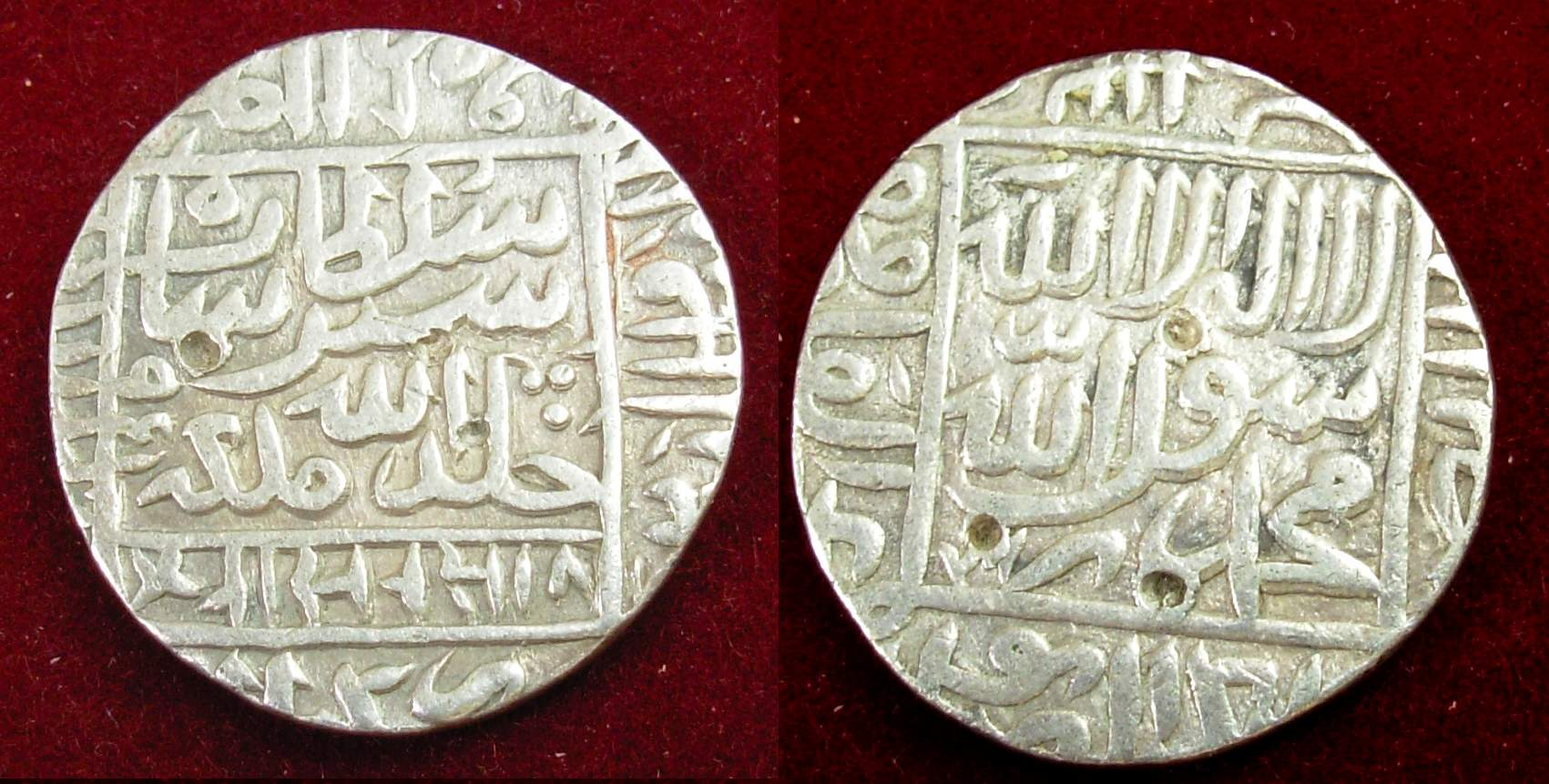
Prima rupie.

Rupia (₨, hindi rupiya) este numele comun al monedelor folosite în:
- India: Rupie indiană (cod ISO 4217: INR; subdiviziune: paise)
- Indonezia: Rupie indoneziană (cod ISO 4217: IDR; subdiviziune: sen)
- Mauritius: Rupie mauritiană (cod ISO 4217: MUR; subdiviziune: cent)
- Nepal: Rupie nepaleză (cod ISO 4217: NPR; subdiviziune: paisa)
- Pakistan: Rupie pakistaneză (cod ISO 4217: PKR; subdiviziune: paisa)
- Seychelles: Rupie seychelleză (cod ISO 4217: SCR; subdiviziune: cent)
- Sri Lanka: Rupie srilankeză (cod ISO 4217: LKR; subdiviziune: cent)

De asemenea, în Maldive circulă o monedă cu nume asemănător, rufiyaa. 